# 澳大利亚比利·简·金杯代表队
澳大利亚比利·简·金杯代表队是澳大利亚女子国家网球队历年参加比利·简·金杯（以前称为联合会杯）的队伍，由澳大利亚网球协会负责管理和组织参赛。澳大利亚队是在1963年参加了首届联合会杯的代表队之一，而且是参加了此后每一届赛事的4支球队之一。
澳大利亚队是参加比利·简·金杯最成功的球队之一，她们19次进入了最后的决赛，获得了7次世界冠军，是仅次于美国队后成绩最好的队伍。在1963年到1980年，澳大利亚只有3次没有进入到最后的冠军决赛中，但在1995年到2010年却仅有5次进入世界组（即后来的比利·简·金杯决赛阶段）。
温迪·特恩布尔是参加双打次数最多的球员，还保持着比赛次数最多，胜场数最多和双打胜场最多的记录。萨曼莎·斯托瑟保持着澳大利亚队单打获胜次数最多的球员记录，她也在2003年从艾丽西亚·莫利克手中接任澳大利亚队新一任队长，莫里克为澳大利亚队效力了10年，并带领澳大利亚队在2019年和2022年闯入决赛。